# Noccaea fendleri
Noccaea fendleri är en korsblommig växtart som först beskrevs av Asa Gray, och fick sitt nu gällande namn av Josef Holub. Noccaea fendleri ingår i släktet backskärvfrön, och familjen korsblommiga växter.

## Underarter
Arten delas in i följande underarter:
- N. f. californica
- N. f. fendleri
- N. f. glauca
- N. f. idahoense
- N. f. siskiyouense

## Bildgalleri

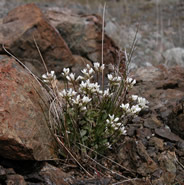
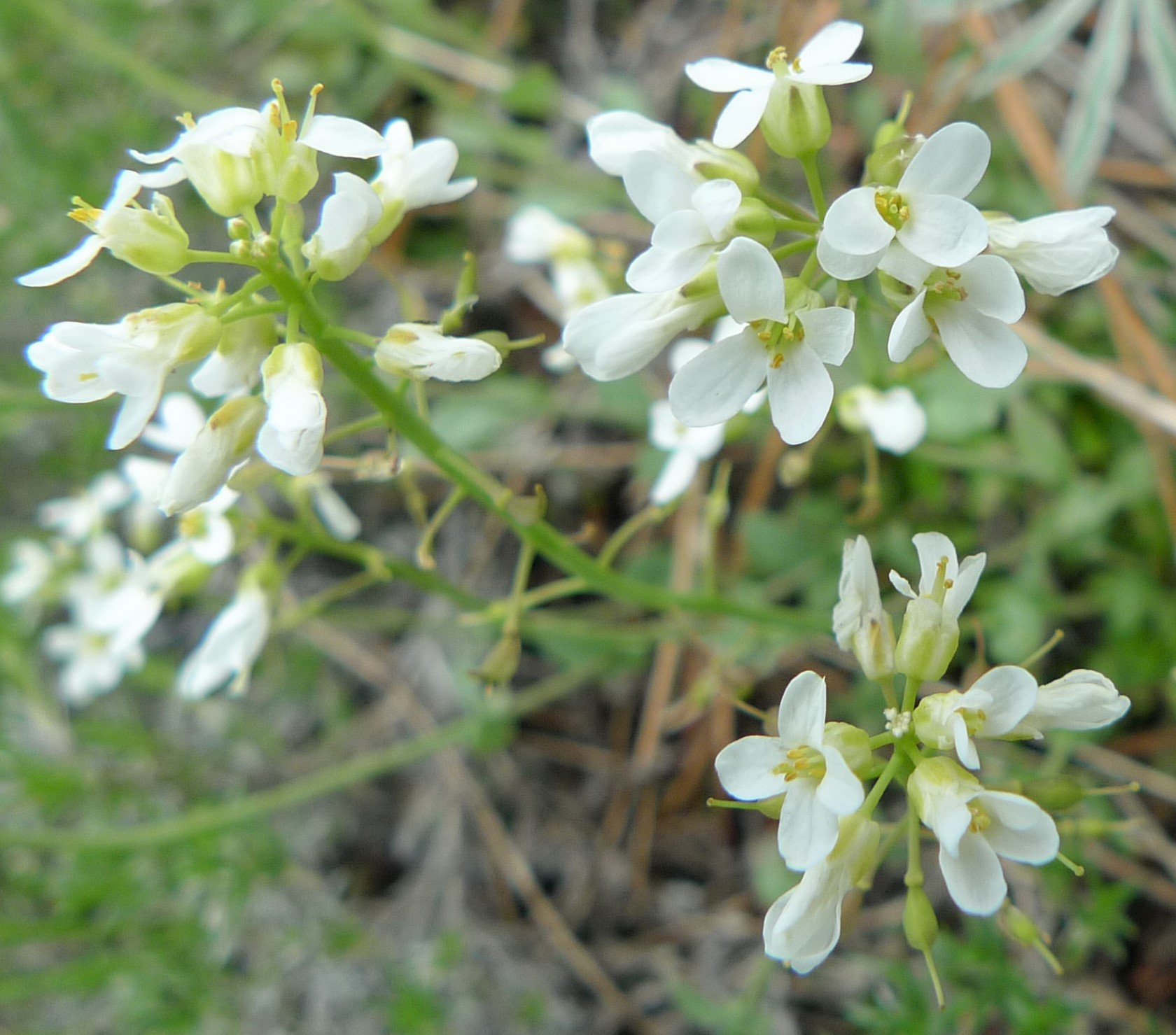